# 스카이 프레스토
팬택 스카이 프레스토(PantechSKY Presto)는 팬택이 2008년 11월에 출시한 피처폰이다.